# Distomus variolosus
Distomus variolosus är en sjöpungsart som beskrevs av Gaertner 1774. Distomus variolosus ingår i släktet Distomus och familjen Styelidae. Arten har ej påträffats i Sverige. Inga underarter finns listade i Catalogue of Life.